# Leyte (đô thị)

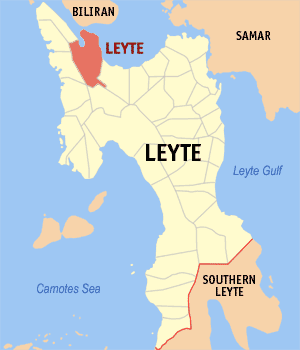
Bản đồ Leyte với vị trí của Leyte

Leyte là một đô thị hạng 5 ở tỉnh Leyte, Philippines. Theo điều tra dân số năm 2000 của Philipin, đô thị này có dân số 35.241 người trong 6.889 hộ.

## Các đơn vị hành chính
Leyte được chia ra 30 barangay.
| - Bachao - Baco - Bagaba-o - Basud - Belen - Burabod - Calaguise - Consuegra - Culasi - Danus - Elizabeth - Kawayan - Libas - Maanda - Macupa | - Mataloto - Palarao - Palid I (Ilawod) - Palid II (Iraya) - Parasan - Poblacion - Salog - Sambulawan - Tag-abaca - Tapol - Tigbawan - Tinocdugan - Toctoc - Ugbon - Wague |